# DOSEMU
O DOSEMU é um utilitário que permite executar, num ambiente Linux,
software que só é executável em MS-DOS ou Microsoft Windows até à versão 3.1.
O DOSEMU - de que pode ser feito o download a partir de www.dosemu.org - traz
consigo uma versão de DOS chamada FreeDOS que pode suprir as necessidades
mais básicas ou resolver o problema de quem não tem uma versão do MS-DOS ou
mesmo do DR-DOS.
Existem várias formas de instalá-lo e configurá-lo. Aqui vamos propor-te
uma solução simples e eficaz, que passa pela criação de um directório ~/dos -
assim, no teu directório home - que vai “fingir ser” a unidade C:. Esta solução pode
não funcionar com algumas distribuições como a Debian, mas funcionará com as
mais comerciais. Vamos então aos passos necessários:
1. Cria um directório sob o teu directório home, por exemplo, ~/src.
2. Copia para lá o ficheiro comprimido que tiraste do site e descomprime-o:
```
        tar xvfz dosemu-1.2.2.bin.tgz
```

3. Muda para o directório dosemu-1.2.2 - ou semelhante, conforme a
versão - e procura o ficheiro QuicStart que deverá conter as instruções
actualizadas para os passos seguintes.
4. Lê-o usando, por exemplo, o comando less, assim:
```
        less QuICKSart
```

5. Se estás numa janela de um terminal X, executa o script de instalação assim:
```
        ./setup-dosemu
```

6. Prime Ok para confirmar as opções.
7. Prime Configure/Make.
8. Clica Ok.
9. Clica em Compile dosemu.
10. No fim da compilação, sai do script e inicia sessão como root. Podes fazê-lo temporariamente com o comando su.
11. Agora, a partir do directório principal do DOSEMU - façamos dosemu-
1.2.2 -, escreve
```
         make install
```

Daqui segue-se a configuração e essa tem variado um pouco nas últimas
versões, pelo que é conveniente imprimir o ficheiro QuicStart com as instruções.
Experimenta com:
```
         lpr QuickStart
```